# Коваленко, Иван Иванович
Иван Иванович Коваленко — советский государственный и политический деятель, японовед.

## Биография
Родился в 1918 году в посёлке Тымга Шмаковской волости Приморской области в крестьянской семье. 
После окончания средней школы поступил на японское отделение восточного факультета Дальневосточного государственного университета во Владивостоке. Будучи студентом, в 1939 году был призван в Красную армию. В 1940 году сдал экстерном экзамены в Московском институте востоковедения и стал дипломированным специалистом — референтом-переводчиком японского языка.
Участник Великой Отечественной и советско-японской войн, инструктор спецпропаганды на войска противника, редактор газеты для военнопленных на японском языке «Нихон симбун», начальник отдела политуправления Дальневосточного военного округа.
С 1954 года — на общественной и политической работе.
В 1954—1989 гг. — заведующий отделом Юго-Восточной Азии и Дальнего Востока Госкомитета СССР по культурным связям с зарубежными странами, заведующий сектором, заместитель заведующего Международным отделом ЦК КПСС. Курировал вопросы отношений Советского Союза и Японии.
Кандидат исторических наук (1974, диссертация по теме «Проблемы мира и безопасности в Азии»), доктор исторических наук (1976, по монографии «Советский Союз в борьбе за мир и коллективную безопасность в Азии»). Профессор Института востоковедения Академии наук СССР (с 1979 года). Автор около 200 работ, в том числе опубликованных в журналах «Народы Азии и Африки», «Проблемы Дальнего Востока», ежегоднике «Япония» (главным редактором которого являлся в 1973-1989 годах), а также в Японии.
Член КПСС. Делегат XXIV съезда КПСС.
Умер в Москве в 2005 году.

## Награды
- орден Отечественной войны II степени (06.04.1985)
- орден Трудового Красного Знамени (26.08.1971, 10.02.1978)
- орден Красной Звезды (21.08.1945, 05.11.1954)
- орден Дружбы народов (12.02.1988)
- орден «Знак Почёта» (31.12.1966, 01.03.1968)
- медали СССР.

## Сочинения
- Советский Союз в борьбе за мир и коллективную безопасность в Азии. / АН СССР, Ин-т всеобщей истории. — М. : Наука, 1976. — 431 с.
- Очерки истории коммунистического движения в Японии до Второй мировой войны. — М. : Наука, 1979. — 273 с.
- Очерки истории Коммунистической партии Японии после Второй мировой войны, 1945—1961. — М. : ГРВЛ, 1981.
- Коммунистическая партия Японии : очерки истории. / [Предисл. А. Сенаторова] ; АН СССР, Институт востоковедения. — М. : Наука, 1987. — 526, [1] с. : ил.